# Cantón Gualaquiza
Cantón Gualaquiza är en kanton i Ecuador.   Den ligger i provinsen Morona Santiago, i den södra delen av landet, 400 km söder om huvudstaden Quito.